# Selecció de futbol de Nova Zelanda
La selecció de futbol de Nova Zelanda representa a Nova Zelanda en les competicions internacionals de futbol. És controlada per la Federació de Futbol de Nova Zelanda. L'actual seleccionador i des del 2005 és Ricki Herbert. La selecció neozelandesa ha participat en dues ocasions en la Copa del Món de Futbol, el 1982 i el 2010. En la Copa de Nacions de l'OFC la selecció neozelandesa ha participat en nou ocasions i ha guanyat en quatre ocasions, el 1973, el 1998, el 2002 i el 2008.

## Resultats

### Copa del Món
Campions      Finalistes      Tercers      Quarts
| Historial a la Copa del Món | Historial a la Copa del Món | Historial a la Copa del Món | Historial a la Copa del Món | Historial a la Copa del Món | Historial a la Copa del Món | Historial a la Copa del Món | Historial a la Copa del Món | Historial a la Copa del Món |
| Edició                      | Ronda                       | Posició                     | PJ                          | PG                          | PE                          | PP                          | GF                          | GC                          |
| --------------------------- | --------------------------- | --------------------------- | --------------------------- | --------------------------- | --------------------------- | --------------------------- | --------------------------- | --------------------------- |
| 1930                        | No hi participà             | No hi participà             | No hi participà             | No hi participà             | No hi participà             | No hi participà             | No hi participà             | No hi participà             |
| 1934                        | No hi participà             | No hi participà             | No hi participà             | No hi participà             | No hi participà             | No hi participà             | No hi participà             | No hi participà             |
| 1938                        | No hi participà             | No hi participà             | No hi participà             | No hi participà             | No hi participà             | No hi participà             | No hi participà             | No hi participà             |
| 1950                        | No hi participà             | No hi participà             | No hi participà             | No hi participà             | No hi participà             | No hi participà             | No hi participà             | No hi participà             |
| 1954                        | No hi participà             | No hi participà             | No hi participà             | No hi participà             | No hi participà             | No hi participà             | No hi participà             | No hi participà             |
| 1958                        | No hi participà             | No hi participà             | No hi participà             | No hi participà             | No hi participà             | No hi participà             | No hi participà             | No hi participà             |
| 1962                        | No hi participà             | No hi participà             | No hi participà             | No hi participà             | No hi participà             | No hi participà             | No hi participà             | No hi participà             |
| 1966                        | No hi participà             | No hi participà             | No hi participà             | No hi participà             | No hi participà             | No hi participà             | No hi participà             | No hi participà             |
| 1970                        | No es classificà            | No es classificà            | No es classificà            | No es classificà            | No es classificà            | No es classificà            | No es classificà            | No es classificà            |
| 1974                        | No es classificà            | No es classificà            | No es classificà            | No es classificà            | No es classificà            | No es classificà            | No es classificà            | No es classificà            |
| 1978                        | No es classificà            | No es classificà            | No es classificà            | No es classificà            | No es classificà            | No es classificà            | No es classificà            | No es classificà            |
| 1982                        | Primera fase                | 23è                         | 3                           | 0                           | 0                           | 3                           | 2                           | 12                          |
| 1986                        | No es classificà            | No es classificà            | No es classificà            | No es classificà            | No es classificà            | No es classificà            | No es classificà            | No es classificà            |
| 1990                        | No es classificà            | No es classificà            | No es classificà            | No es classificà            | No es classificà            | No es classificà            | No es classificà            | No es classificà            |
| 1994                        | No es classificà            | No es classificà            | No es classificà            | No es classificà            | No es classificà            | No es classificà            | No es classificà            | No es classificà            |
| 1998                        | No es classificà            | No es classificà            | No es classificà            | No es classificà            | No es classificà            | No es classificà            | No es classificà            | No es classificà            |
| 2002                        | No es classificà            | No es classificà            | No es classificà            | No es classificà            | No es classificà            | No es classificà            | No es classificà            | No es classificà            |
| 2006                        | No es classificà            | No es classificà            | No es classificà            | No es classificà            | No es classificà            | No es classificà            | No es classificà            | No es classificà            |
| 2010                        | Primera fase                | 22è                         | 3                           | 0                           | 3                           | 0                           | 2                           | 2                           |
| 2014                        | No es classificà            | No es classificà            | No es classificà            | No es classificà            | No es classificà            | No es classificà            | No es classificà            | No es classificà            |
| 2018                        | No es classificà            | No es classificà            | No es classificà            | No es classificà            | No es classificà            | No es classificà            | No es classificà            | No es classificà            |
| 2022                        | No es classificà            | No es classificà            | No es classificà            | No es classificà            | No es classificà            | No es classificà            | No es classificà            | No es classificà            |
| 2026                        | Pendent                     | Pendent                     | Pendent                     | Pendent                     | Pendent                     | Pendent                     | Pendent                     | Pendent                     |
| 2030                        | Pendent                     | Pendent                     | Pendent                     | Pendent                     | Pendent                     | Pendent                     | Pendent                     | Pendent                     |
| 2034                        | Pendent                     | Pendent                     | Pendent                     | Pendent                     | Pendent                     | Pendent                     | Pendent                     | Pendent                     |
| Total                       | Primera fase                | Primera fase                | 6                           | 0                           | 3                           | 3                           | 4                           | 14                          |

### Copa de Nacions de l'OFC
Resultat general: 1r lloc.
- 1973 — Campió
- 1980 — Primera fase
- 1996 — Tercer lloc
- 1998 — Campió
- 2000 — Subcampió
- 2002 — Campió
- 2004 — Tercer lloc
- 2008 — Campió
- 2012 — Tercer lloc
- 2016 — Campió

### Copa Confederacions
Resultat general: 28è lloc.
- 1992 a 1995 — No participà
- 1997 — No es classificà
- 1999 — Primera fase (8è lloc)
- 2001 — No es classificà
- 2003 — Primera fase (8è lloc)
- 2005 — No es classificà
- 2009 — Primera fase (8è lloc)
- 2013 — No es classificà
- 2017 — Primera fase (8è lloc)